# 숭녕공주
숭녕공주(중국어: 崇寧公主)는 명나라의 공주이자, 명 태조 주원장의 3녀이다.
홍무 17년 11월 9일 (1384년 12월 21일), 우성에게 하가하고, 얼마 지나지 않아 사망하였다.